# Eesti Jäähoki Liit
Eesti Jäähoki Liit kontrollerar den organiserade ishockeyn i Estland. Estland inträdde den 17 februari 1935 i IIHF. Under 1940-talet bröts medlemskapet genom Sovjets inmarsch, men det förnyade när Estland återigen blev självständigt under tidigt 1990-tal.

### Fotnoter
1. ↑  ”Estonia”. International Ice Hockey Federation. http://www.iihf.com/iihf-home/countries/estonia.html. Läst 9 april 2012.
2. ↑  ”History of Ice Hockey: 1990 - today”. International Ice Hockey Federation. Arkiverad från originalet den 30 september 2007. https://web.archive.org/web/20070930033422/http://www.iihf.com/iihf/history/1990.htm. Läst 25 juli 2007.